# Impact Is Imminent
《Impact Is Imminent》는 1990년 6월 21일에 발매된 미국의 스래시 메탈 밴드 엑소더스의 네 번째 스튜디오 음반이다. 《Impact Is Imminent》는 엑소더스의 캐피틀 레코드에서의 첫 번째 음반이자 존 템페스타가 드럼으로 참여한 첫 번째 음반이다. 1989년에 라이브로 녹음되었지만 1991년까지 발매되지 않았던 그들의 첫 번째 라이브 음반인 《Good Friendly Violent Fun》에 참여했지만, 롭 맥킬롭이 베이스로 참여한 마지막 스튜디오 음반이기도 했다. 《Impact Is Imminent》는 2008년에 안쪽 소매를 포함한 오리지널 바이닐 발매와 비슷하게 하기 위해 한정판 미니 음반 포장으로 재발매되었다.

## 투어
엑소더스는 1990년 후반을 《Impact Is Impendent》의 지원을 받으며 투어를 하며 보냈다. 이 밴드는 1990년 7월 21일, 오클랜드의 카이저 센터에서 펑크 록 밴드 레드 핫 칠리 페퍼스 (당시 엑소더스와 레이블 동료였다)의 공연을 시작했다. 엑소더스는 1990년 8월, 두 개의 주요 투어 중 일부였으며, 그들은 수어사이덜 텐던시스와 판테라와 함께 미국을 투어했으며, 3개월 후 플롯섬 앤 젯섬, 바이오랜스와 포비든과 함께 유럽을 투어했다. 엑소더스는 1990년 12월 28일, 더 필모어에서 투어를 마무리했다. 이 밴드는 1991년 주다스 프리스트와 어나이얼레이터로 다시 유럽 투어를 할 예정이었으나 판테라로 대체되었다.

## 평가
| 전문가 평가                      | 전문가 평가 |
| 평가 점수                        | 평가 점수   |
| 출처                             | 점수        |
| -------------------------------- | ----------- |
| AllMusic                         | [ 5 ]       |
| Collector's Guide to Heavy Metal | 7/10        |

《Impact Is Imminent》는 올뮤직의 에두아르도 리바다비아로부터 부정적인 평가를 받았는데, 그는 이 음반을 "엑소더스의 경력에서 가장 잊을 수 없는 음반"이라고 불렀다. 캐나다의 저널리스트 마틴 포포프는 엑소더스의 "오래되고 잃어버린 스피드 메탈에 대한 집착"을 높이 평가하고 팬들이 다시 돌아와 더 많은 "밀당적인 작품"을 선호하기 위해 빠르게 생략된 노래들을 다시 찾고 싶어할지도 모른다고 썼다.
주요 레이블에서 발매되었음에도 불구하고, 《Impact Is Imminent》는 《Fabulous Disaster》만큼 성공적이지 않았고, 지금까지 엑소더스의 가장 낮은 차트 순위인 빌보드 200에서 137위로 데뷔했다. 2014년 《Blood In, Blood Out》이 발매되기 전까지, 《Impact Is Imminent》는 빌보드 200에 진입한 엑소더스의 마지막 음반이 될 것이다.

## 곡 목록
모든 곡들은 엑소더스에 의해 작사/작곡하였다.
| #  | 제목                                | 재생 시간 |
| -- | ----------------------------------- | --------- |
| 1. | 〈Impact Is Imminent〉              | 4:20      |
| 2. | 〈A.W.O.L.〉                        | 5:44      |
| 3. | 〈The Lunatic Parade〉              | 4:14      |
| 4. | 〈Within the Walls of Chaos〉       | 7:45      |
| 5. | 〈Objection Overruled〉             | 4:34      |
| 6. | 〈Only Death Decides〉              | 6:07      |
| 7. | 〈Heads They Win (Tails You Lose)〉 | 7:43      |
| 8. | 〈Changing of the Guard〉           | 6:49      |
| 9. | 〈Thrash Under Pressure〉           | 2:38      |